# 필리프 키르코로프
필리프 베드로소비치 키르코로프(러시아어: Фили́пп Бедро́сович Кирко́ров, 불가리아어: Филип Бедросов Киркоров, 1967년4월 30일 ~ )는 불가리아 태생 러시아의 가수이다.